# Chaume-lès-Baigneux
Chaume-lès-Baigneux är en kommun i departementet Côte-d'Or i regionen Bourgogne-Franche-Comté i östra Frankrike. Kommunen ligger i kantonen Baigneux-les-Juifs som tillhör arrondissementet Montbard. År 2022 hade Chaume-lès-Baigneux 105 invånare.

## Befolkningsutveckling
Antalet invånare i kommunen Chaume-lès-Baigneux
Referens:INSEE